# ایلینکا (شهرستان ایکریانینسکی، استان آستراخان)
ایلینکا (به لاتین: Ilyinka) یک منطقهٔ مسکونی در روسیه است که در استان آستراخان واقع شده‌است.